# Hong Kong ai Giochi della XXV Olimpiade
Hong Kong partecipò ai Giochi della XXV Olimpiade, svoltisi a Barcellona, Spagna, dal 25 luglio al 9 agosto 1992, con una delegazione di 38 atleti impegnati in undici discipline.